# Selenophaedusa
Selenophaedusa is een geslacht van weekdieren uit de  familie van de Clausiliidae.

## Soorten
De volgende soorten zijn bij het geslacht ingedeeld:
- Selenophaedusa bavayi (H. Nordsieck, 2002)
- Selenophaedusa billeti (H. Fischer, 1898)
- Selenophaedusa callistoma (Bavay & Dautzenberg, 1899)
- Selenophaedusa callistomella (Bavay & Dautzenberg, 1900)
- Selenophaedusa castanea (H. Nordsieck, 2012)
- Selenophaedusa cazioti (Bavay & Dautzenberg, 1909)
- Selenophaedusa chiemhoaensis (Sykes, 1902)
- Selenophaedusa dentifera Hunyadi & Szekeres, 2016
- Selenophaedusa diplochilus (Möllendorff, 1901)
- Selenophaedusa falcifera (Bavay & Dautzenberg, 1899)
- Selenophaedusa jimenezi Grego & Szekeres, 2017
- Selenophaedusa lantenoisi (Dautzenberg & H. Fischer, 1905)
- Selenophaedusa lavillei (Dautzenberg & H. Fischer, 1905)
- Selenophaedusa media (H. Nordsieck, 2005)
- Selenophaedusa ophthalmophana (Mabille, 1887)
- Selenophaedusa polydonella (H. Nordsieck, 2005)
- Selenophaedusa porphyrostoma (Bavay & Dautzenberg, 1909)
- Selenophaedusa princeps (H. Nordsieck, 2012)
- Selenophaedusa spinifera (H. Nordsieck, 2005)
- Selenophaedusa thatkheana (Bavay & Dautzenberg, 1899)